# Дат Со Ла Ли

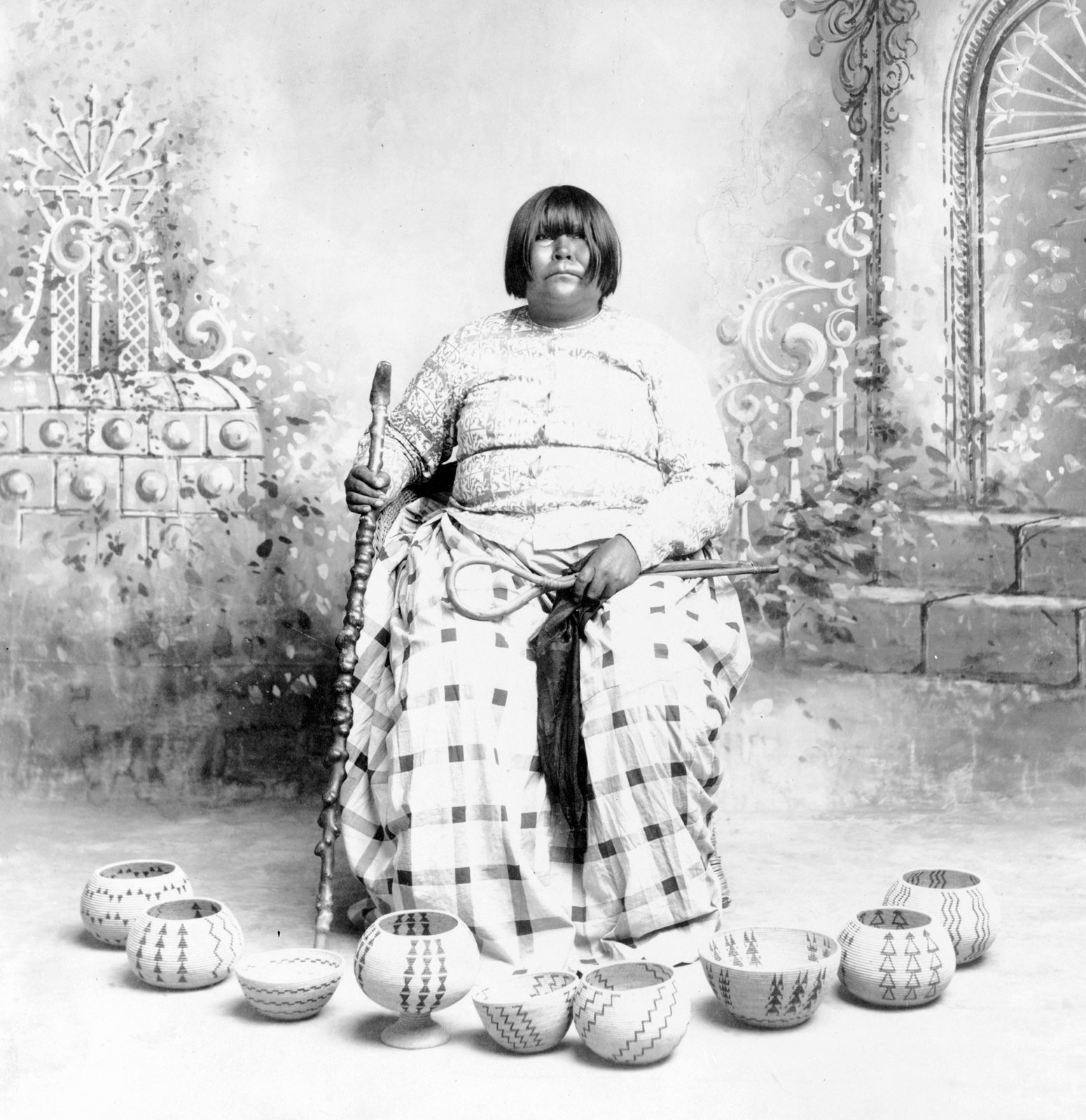

Дат Со Ла Ли (при рождении Дабуда, также известна как Луиза Кейзер; ок. 1829 или 1835 — 6 декабря 1925) — американская индейская ремесленница-лозоплетёнщица, один из наиболее известных деятелей индейского искусства XIX века.
Происходила из народа уашо, жила недалеко от Карсон-Сити, Невада; точная дата рождения неизвестна. В юные годы, вероятно, работала поварихой и прачкой в шахтёрском лагере, в 1871 году переехала в шахтёрский город Монитор, Калифорния, где стала горничной у семьи Харрис. Она дважды была замужем: сначала за индейцем Ассу, в браке с которым родила двоих детей, затем, с 1888 года, за Чарльзом Кейзером, наполовину уашо, после чего приняла европейское имя Луиза Кейзер. Была очень крупного телосложения, весила порядка 300 фунтов (136 кг).
Известность получила в 1895 году, работая горничной у семьи Кон, когда Эйб Кон купил у неё четыре сплетённых ей корзины. Всего до своей смерти она создала более 300 корзин (сохранилось порядка 120), которые благодаря помощи Кона успешно продавались, благодаря чему она обеспечила себе старость. Свои работы Дат Со Ла Ли (под этим именем она стала известна с 1899 года — псевдоним произошёл от её неудачных попыток выговорить принятое ей имя Луиза) плела из ивы, используя, как правило, три побега для основы, после чего наматывала вокруг неё нити. Для её стиля характерно плоское основание и приземистая форма корзины, также она активно экспериментировала с цветами; по её словам, в переплетениях на своих корзинах она часто старалась отобразить свои сны. В последние годы жизни почти ослепла, но продолжала плести корзины.